# КТМ-5С
КТМ-5С — проєкт шестивісного[що?] двосекційного високопідлогового моторного трамвайного вагона, що розроблявся в середині 1960-х років Усть-Катавським вагонобудівним заводом.

## Історія створення
У 1960-ті роки темпи урбанізації в СРСР значно збільшилися, і для великих міст був необхідний громадський транспорт з великою провізною здатністю, тому в 1964 рік Рада міністрів СРСР дала змогу УКВЗ розробити зчленований трамвайний вагон. Однак перша спроба заводу створити зчленований вагон (КТМ-4С) закінчилася невдачею. Пізніше, після розробки та виробництва двох вагонів КТМ-5М у 1965 році СКБ УКВЗ повертається до питання проєктування зчленованих трамвайних вагонів. З урахуванням розвитку технічних можливостей та потенціалу заводу було прийнято рішення спроєктувати та побудувати зчленований вагон моделі КТМ-5С на базі двох вагонів КТМ-5М з додаванням вузла зчленування, що спирався на бігунковий візок.

## Опис
Шляхом використання корисної площі міжвагонного з'єднання та кабіни водія другого вагона місткість зчленованого трамвайного вагона збільшувалася на 10 % у порівнянні з сумарною місткістю поїзда по системі багатьох одиниць з двох вагонів КТМ-5М.

## Подальша доля
Через велику кількість робіт, пов'язаних з доведенням дослідного виробництва чотиривісних вагонів КТМ-5М до серійного, проєктування вагона КТМ-5С було припинено, а Наявна проєктно-конструкторська документація була передана вагоноремонтному заводу в Ленінграді, де з внесенням низки змін до проєкту було побудовано перший шестивісний вітчизняний зчленований вагон — ЛВС-66.
Попри це, УКВЗ в 1969 році, після початку серійного виробництва вагонів КТМ-5М, повертається до проєктування свого зчленованого трамвайного вагона з урахуванням підсумків дослідної експлуатації вагонів ЛВС-66, що показали серйозні конструкторські прорахунки, за яких вагон не був рекомендований до серійного виробництва: вузол зчленування не дозволяв проходити вагонам криві малого радіуса, проблеми в новій непрямій системі керування ТЕД, слабка основа рами кузова.
Повністю весь цикл проєктних робіт СКБ УКВЗ було завершено до початку 1970-х. Проте з невідомих причин було прийнято рішення не реалізовувати вагон КТМ-5С у металі.